# Ernst Christian Julius Schering
Ernst Christian Julius Schering (Bleckede, 31 de maio de 1824 — Göttingen, 2 de novembro de 1897) foi um matemático alemão.

## Biografia
Obteve um doutorado na Universidade de Göttingen in 1857. Foi o editor dos artigos de Carl Friedrich Gauss. Morreu em 2 de novembro de 1897 em Göttingen.

## Obras
- Robert Haußner, Karl Schering (Hrsg.): Gesammelte mathematische Werke von Ernst Schering
  - Erster Band mit Ernst Schering’s Bildnis, Mayer & Müller, Berlin 1902
  - Zweiter Band, Mayer & Müller, Berlin 1909